# Sonnenschein-Mantel-Debreu-Theorem
Als Sonnenschein-Mantel-Debreu-Theorem bezeichnet man in der Mikroökonomik und dort speziell in der Theorie des allgemeinen Gleichgewichts einen auf Hugo F. Sonnenschein, Rolf Mantel und Gérard Debreu zurückgehenden Satz. Er besagt vereinfacht, dass die aggregierten Überschussnachfragefunktionen, die zu einem mit gängigen Annahmen konstruierten Modell des allgemeinen Gleichgewichts gehören, nur über einige bestimmte, allgemeine Eigenschaften verfügen, ansonsten aber keine konkreten Aussagen über ihre Gestalt möglich sind.

## Einordnung
Nachdem vor allem ab Mitte der 1950er Jahre, angefangen mit Arrow und Debreu (1954), eine Vielzahl an Existenzsätzen für Walrasianische (das heißt: kompetitive) Gleichgewichte formuliert worden waren und darüber hinaus verschiedentlich gezeigt worden war, dass diese Modelle regelmäßig höchstens endlich viele Gleichgewichte besitzen, stellte sich die Frage, ob aus den der Ökonomie zugrunde liegenden Parametern weitere Schlussfolgerungen über die Beschaffenheit des resultierenden Gleichgewichts abgeleitet werden können. Speziell nimmt dieses Problem bei einer Gleichgewichtsanalyse mittels Überschussnachfragefunktionen die folgende Gestalt an: Welche Eigenschaften lassen sich aus der gängigen Annahmen gehorchenden reinen Tauschökonomie
zur Charakterisierung der aggregierten Überschussnachfrage
ableiten? Hierbei bezeichnet {\displaystyle \mathbf {x} ^{i}} die vektorwertige marshallschen Nachfrage eines Konsumenten, {\displaystyle \mathbf {z} ^{i}} seine Überschussnachfrage, {\displaystyle \mathbf {e} ^{i}} seine Anfangsausstattung und {\displaystyle u^{i}} seine Nutzenfunktion.
Verschiedene allgemeine Eigenschaften der aggregierten Überschussnachfrage lassen sich aus gängigen Annahmen ableiten, wie das nachfolgende Lemma zeigt.
Sei durch {\displaystyle {\mathcal {I}}=\{1,\ldots ,I\}} die I-elementige Menge aller Konsumenten gegeben, deren Nutzenfunktionen jeweils stetig, strikt quasikonkav und nichtfallend seien {\displaystyle u^{i}(\mathbf {x} ^{i})\in \mathbb {R} }. Sei weiter für jeden Konsumenten eine Anfangsausstattung {\displaystyle \mathbf {e} ^{i}=(e_{1}^{i},\ldots ,e_{n}^{i})\in \mathbb {R} ^{n}} gegeben (zur Erklärung der Schreibweise siehe Fußnote). Dann gilt:
1. Die individuellen Überschussnachfragen {\displaystyle \mathbf {z} ^{i}(\mathbf {p} )} sind jeweils stetig in {\displaystyle \mathbf {p} }, homogen von Grade null in {\displaystyle \mathbf {p} } und genügen dem Walras-Gesetz, das heißt, es gilt {\displaystyle \mathbf {p} \cdot \mathbf {z} ^{i}(\mathbf {p} )=0} für alle {\displaystyle \mathbf {p} }.
2. Die aggregierte Überschussnachfrage {\displaystyle \mathbf {z} (\mathbf {p} )} ist stetig in {\displaystyle \mathbf {p} }, homogen von Grade null in {\displaystyle \mathbf {p} } und genügt dem Walras-Gesetz, das heißt, es gilt {\displaystyle \mathbf {p} \cdot \mathbf {z} (\mathbf {p} )=0} für alle {\displaystyle \mathbf {p} }.

Das Sonnenschein-Mantel-Debreu-Theorem besagt vereinfacht, dass es aber nicht möglich ist, weitere Eigenschaften der aggregierten Überschussnachfrage abzuleiten, ohne restriktivere Annahmen zu stellen.

## Theorem
Theorem: Sei {\displaystyle \mathbf {z} (\mathbf {p} )} stetig in {\displaystyle \mathbf {p} }, homogen von Grade null in {\displaystyle \mathbf {p} } und genüge {\displaystyle \mathbf {z} (\mathbf {p} )} dem Walras-Gesetz. Dann gibt es zu jedem {\displaystyle \epsilon >0} k Konsumenten mit einer stetigen, strikt quasikonkaven und nichtfallenden Nutzenfunktion und einem Ausstattungsvektor {\displaystyle \mathbf {e} ^{i}=(e_{1}^{i},\ldots ,e_{n}^{i})\in \mathbb {R} ^{n}}, deren Überschussnachfragefunktion {\displaystyle \mathbf {z} (\mathbf {p} )} ist, und zwar für alle Preise {\displaystyle \mathbf {p} }, für die gilt, dass {\displaystyle p_{i}/\left\Vert \mathbf {p} \right\Vert \geq 0} für alle {\displaystyle i\in {\mathcal {I}}}.
Dabei handelt es sich sowohl um eine Verallgemeinerung als auch eine Einpassung in das Arrow-Debreu-Framework, die auf einem früheren Beweis von Mantel (1976) beruht, der wiederum auf die Vorarbeit von Sonnenschein (1973) zurückgeht. Mantels Version des Theorems lautete wie folgt (mit H der Menge aller {\displaystyle \mathbf {p} \in \mathbb {R} ^{n}}, für die gilt, dass {\displaystyle \sum _{i=1}^{n}p_{i}=1}, und mit {\displaystyle P^{*}} der Menge aller {\displaystyle \mathbf {x} \in \mathbb {R} ^{n}}, die für beliebige Preisvektoren {\displaystyle \mathbf {p} \in P} nichtnegative Kosten erzeugen, also {\displaystyle \mathbf {p} \cdot \mathbf {x} \geq 0}):
Theorem (Mantel 1976): Sei {\displaystyle P\subset H} kompakt und konvex. Sei weiter {\displaystyle z:P\rightarrow \mathbb {R} ^{n}} eine zweimal stetig partiell differenzierbare Funktion und gelte für alle {\displaystyle \mathbf {p} \in P} das Walras-Gesetz, das heißt {\displaystyle \mathbf {p} \cdot \mathbf {z} (\mathbf {p} )=0}. Seien ferner {\displaystyle \mathbf {w} _{j}\in P^{*}}, {\displaystyle j=1,\ldots ,n}, unabhängige Vektoren. Dann existieren ein reelles {\displaystyle k>0} sowie ein konvexer Kegel {\displaystyle X\subset P^{*}} und damit n nichtgesättigte Konsumenten mit strikt konkaver, homogener Nutzenfunktion {\displaystyle u^{i}:X\rightarrow \mathbb {R} } und Anfangsausstattungen {\displaystyle k\cdot \mathbf {w} _{i}}, deren individuelle Überschussnachfragen sich über Z zu P summieren.